# ديك بوب
ديك بوب (بالإنجليزية: Dick Pope)‏ (و. 1947 – 2024 م) هو مصور سينمائي  بريطاني، ولد في بروملي 
‏، كان عضوًا في الجمعية البريطانية للمصورين السينمائيين، توفي عن عمر يناهز 77 عاماً.

## وصلات خارجية
- ديك بوب في قاعدة بيانات الأفلام على الإنترنت
- ديك بوب  على موقع أول موفي